# سربازمگس‌واران
سربازمگس‌واران (نام علمی: Stratiomyoidea) نام یک بالاخانواده از فروراسته سربازمگس‌ریختان است.